# USS LST-1033
O USS LST-1033 foi um navio de guerra norte-americano da classe LST que operou durante a Segunda Guerra Mundial.